# تيريزا برونيتي
تيريزا برونيتي (بالألمانية: Therese Brunetti)‏ هي ممثلة نمساوية، ولدت في 24 ديسمبر 1782 في فيينا في النمسا، وتوفيت في 15 مايو 1864 في براغ في التشيك.